# 大莫纳
《大莫纳》（法語：Le Grand Meaulnes，法語：[lə ɡʁɑ̃ moln] ）是法国作家亞蘭·傅尼葉本人的唯一一部小说。这部小说出版于 1913 年，是在作者在第一次世界大战中被杀害的前一年发表，带有明显的自传色彩。尤其是女主人公伊冯娜的名字，来源于作者在巴黎邂逅的少女。小说讲述了十五岁的弗朗索瓦·索雷尔和十七岁的奥古斯丁·莫纳的故事，后者正陷入一场恋爱中。莫纳性格的冲动、鲁莽和英勇以及他的经历，揭示了小说主旨关于对浪漫理想的追求、对无法获得的事物的寻找，以及童年和成年之间朦胧天地的探索 。

## 译名
法语书名 Le Grand Meaulnes 中的 grand 有大、高、伟大等意思而 le Domaine perdu 有失落的庄园、领域、领地的意思，这些丰富的含义导致了不同译名的出现，英译名有《漫游者》(The Wanderer)、《失落之地》(The Lost Domain)、《青春之末》(The End of Youth) 等，而中译名则有《美丽的约定》《大莫纳》等。
《大莫纳》启发了菲茨杰拉德小说《了不起的盖茨比》的书名 。法语译者同样试图翻译 The Great Gatsby 中 great 一词，并最终选择了Gatsby le magnifique （字面意思是“伟大的盖茨比”）作为法语译名。

## 故事概要
本书的叙述者是15岁的年轻人弗朗索瓦·索雷尔(François Seurel)，他是索洛涅（法国中央-卢瓦尔河谷大区的一个林地传统地区）一个小村庄里混龄学校校长索雷尔先生的儿子。之后， 17 岁的奥古斯丁·莫纳 (Augustin Meaulnes) 来到学校并借宿索雷尔家中。莫纳是一位出身普通但聪明活泼的年轻人，很快便与索雷尔结下深厚的友谊。由于他的身形高大，奥古斯丁在班上获得了大莫纳这一绰号并成为了班上的中心人物。一天，他乘着马车去车站接索雷尔的祖母，结果途中迷了路。在马车上睡着后，他偶然闯入了一场神奇而又梦幻的化装舞会，并在那里迷上了伊冯娜·德·加莱（这个角色的原型是作者现实生活中的爱人 Yvonne de Quiévrecourt ）。伊冯娜与寡居的父亲和有点古怪的弟弟弗朗茨一起住在一座巨大而古老的城堡（Les Sablonnières） 中。这场聚会本来是为了给弗朗茨和裁缝的女儿瓦伦丁举行婚礼。然而，当弗朗茨去迎接瓦伦丁时，瓦伦丁因身份地位的原因选择了逃走，弗朗茨得知后自杀未遂并开始寻找瓦伦丁，聚会也只好草草结束。在离开的路上，莫纳又在马车上睡着了。
回到学校后，莫纳只有一个想法：再次找到神秘的古堡和让他魂牵梦绕的女孩伊冯娜。然而，他在本地附近的搜寻失败了。与此同时，一个玩杂技的年轻人出现在学校里。原来这个年轻人正是弗朗茨使用假名来摆脱失恋的身份。之后，弗朗茨、莫纳和弗朗索瓦成为了朋友，弗朗茨向莫纳坦白了他的身份并提供了巴黎一所房子的地址，他说莫纳会在那里找到他的妹妹伊冯娜·德·加莱。莫纳前往巴黎，却发现房子里已经没有人住了。他写信给他的朋友弗朗索瓦：“……最好忘记我。最好忘记这一切”。
之后，弗朗索瓦成为了像他父亲一样的学校教师，最终设法找到了伊冯娜 · 德 · 加莱，并让她与莫纳团聚。 伊冯娜仍然和她年迈的父亲生活在古堡的遗迹里，而这里比莫纳和弗朗索瓦早些年所设想的要近。 伊冯娜仍然单身，并向莫纳坦白，她一直深爱着他。 在她父亲的祝福下，她接受了莫纳的求婚。 然而，焦躁不安的莫纳在他们的婚礼第二天后便离开了伊冯娜，为了实现他的诺言帮助弗朗茨与未婚妻瓦伦丁团聚。而伊冯娜留在城堡中，在那里她生了一个小女孩，但在两天后便离世了。 
最终弗朗索瓦住在了莫纳和伊冯娜原本居住的房子里，并在那里帮忙抚养他们的小女孩，同时等待他的朋友莫纳回来。在翻阅旧文件时，弗朗索瓦发现了一本莫纳手写的日记。原来在巴黎的那些年间（弗朗索瓦让莫纳和伊冯纳重新走到一起之前），莫纳遇到了瓦伦丁并与她产生了恋情。
一年零八个月后，莫纳带着弗兰茨和瓦伦丁回来了。他发现伊冯已经去世并留下了一个女儿，之后他带着女儿再次开始了冒险。故事从开始到这里已经过去了四年。

## 文艺批评

### 内容上的断层
小说的前半部分（莫纳对城堡的梦幻般的探索）和后半部分（莫纳重寻迷失的领地和心中的爱人伊冯娜）在内容及风格上存在着巨大的断层，似乎偏离了浪漫寻觅的主题，转而变成了一场单纯的冒险之旅,安德烈·紀德在1933年1月的日记指出了这个问题：
《大莫纳》令人失去兴趣，它花费了太多篇幅和时间，而结构模糊不清，最精妙的品质在最初一百页就消耗殆尽。余下的部分徒劳地试图重现最初的纯真情感……我知道这种徒劳的努力正是本书的主题；但这也正是其根本缺陷，以至于作者也许无法在他的创作中取得更大的“成功”。

## 改编

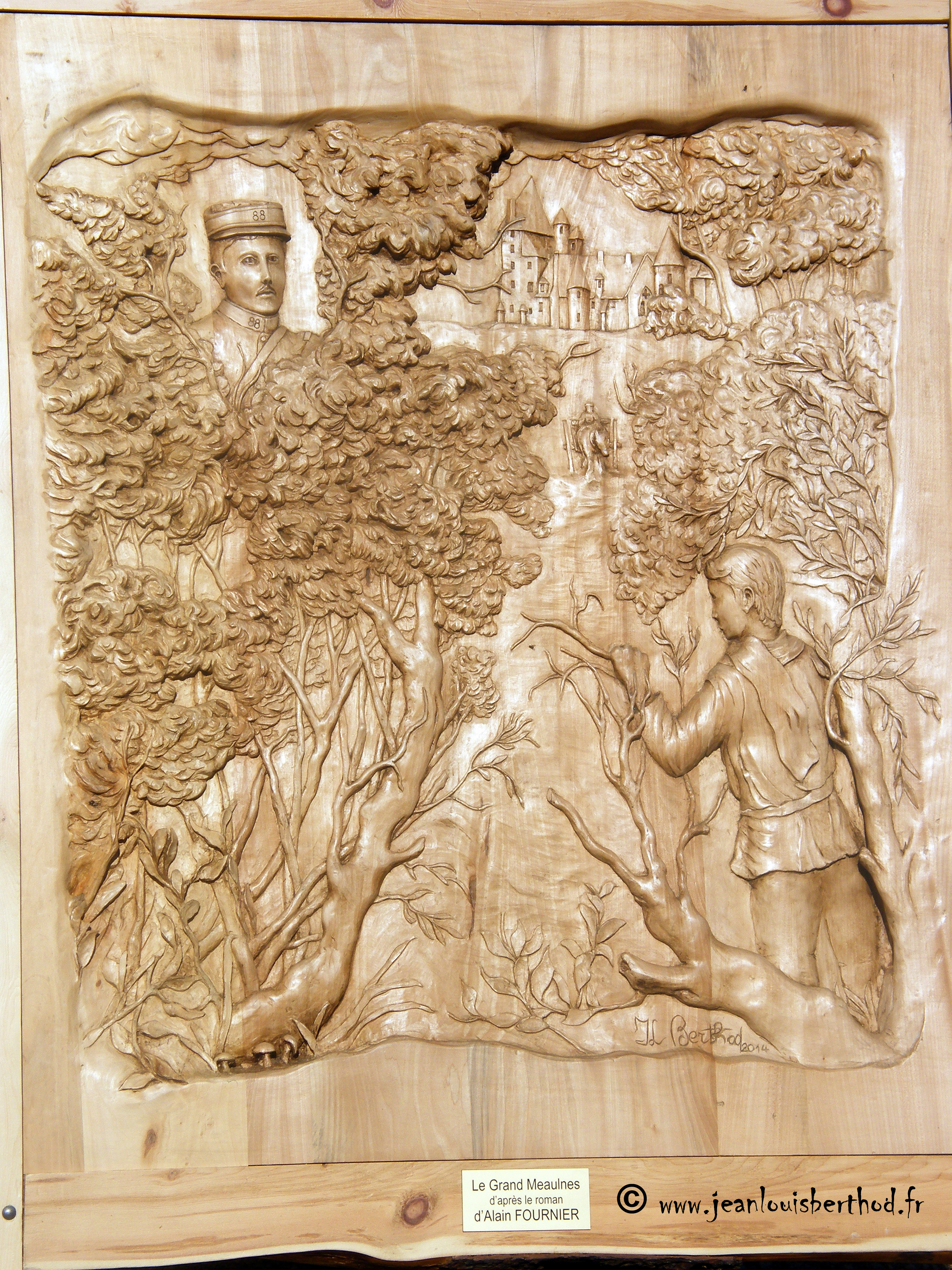
Le Grand Meaulnes 是法国萨瓦省阿尔邦斯雕塑家让·路易·贝索德 (Jean-Louis Berthod)的作品。 雕塑年用石灰木制成（130 厘米 x 140 厘米）。

《大莫纳》曾出现在BBC广播4台节目Book at Bedtime 中，该节目录制于 1980 年，并于 1999 年重播。詹妮弗·豪沃斯将两部分内容连载在 Classic Serial 并于 2005 年 8 月播出。
1967 年，让-加布里埃尔·阿尔比科科 (Jean-Gabriel Albicocco)将本书改编成了电影 The Wanderer。另一部由让-巴蒂斯特·莫尼埃、克蕾曼斯·波西和尼古拉斯·杜沃谢尔主演的改编电影 Le Grand Meaulnes 于 2006 年 11 月上映。
2014年，法国艺术家让·路易·贝索德 (Jean-Louis Berthod)在阿尔邦斯用石灰木雕刻了一幅浮雕(130厘米 x 140厘米) 作品，作品名为“大莫纳”(Meulnes the Great)。 浮雕的灵感来自于《大莫纳》，是对第一次世界大战失踪的人群的悼念。
英国创作歌手 Jack Peñate 首张专辑 Matinée 的第九首歌曲《My Yvonne》受本书的启发，其中和声由当时并未成名的阿黛尔 (Adele)演唱。

## 在其他作品中的登场
西蒙娜·德·波伏娃的《孝女回忆录》中多次提到了《大莫纳》 。
这是杰克·凯鲁亚克的《在路上》中萨尔·帕拉代斯旅行时随身携带的唯一一本书 。
加夫列尔·加西亚·马尔克斯在他的自传《活着讲述故事》中回忆起他年轻时遇到的一位船员，他是一位热爱阅读的读者，拥有一本《大莫纳》 ，这本书后来成为作者马尔克斯最喜欢的文学作品之一 。

## 进一步阅读
- Robert Gibson (1986) Critical Guides to French Texts, Grant & Cutler Ltd., London